# Any Key

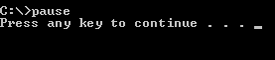
Il comando interno pause del MS-DOS richiede all'utente di "premere un tasto qualsiasi per continuare."

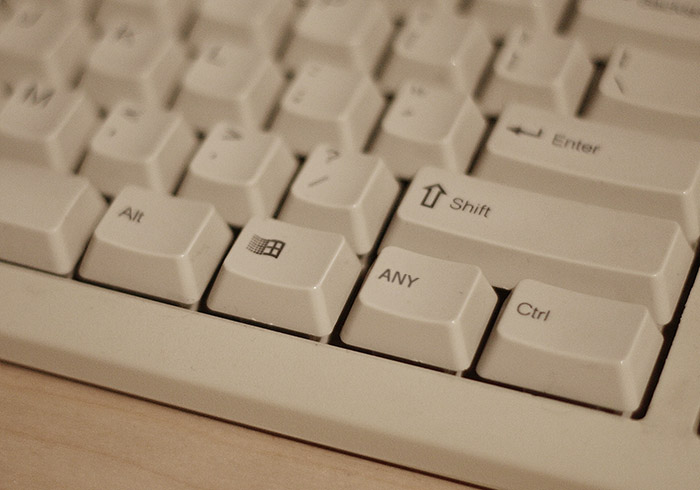
Un'immagine modificata con il foto-ritocco di una tastiera per includere il tasto Any Key.

"Press any key" è una richiesta tipica degli ambienti CLI richiedente di premere un qualsiasi tasto sulla tastiera. Veniva visto spesso su primi sistemi operativi, prima che i computer con il mouse divenissero d'uso comune.
Il comando non si riferisce a un tasto della tastiera etichettato "Any", sebbene alcuni utenti cercassero comunque questo tasto, secondo i report dei tecnici del "supporto informatico". L'azienda Compaq ha aggiunto un punto nelle FAQ per spiegare che il tasto "any key" non esiste, a un certo punto considerò di rimpiazzare il comando "press Any Key" con il comando "Press Enter key".
Il concetto del tasto "any key" è diventato popolare nell'umorismo relativo ai computer. Adesivi con la scritta "any keys" sono disponibili nell'oggettistica regali.